# Saint-Médard-d'Eyrans
 Saint-Médard-d'Eyrans  là một xã thuộc tỉnh Gironde trong vùng Aquitaine tây nam nước Pháp. Xã này nằm ở khu vực có độ cao từ 3-51 mét trên mực nước biển.